# ダックス・フルトン
ダクストン・ジェームズ・フルトン（Daxton James Fulton, 2001年10月16日 - ）は、 アメリカ合衆国オクラホマ州カスター郡ウェザーフォード出身のプロ野球選手（投手）。左投左打。MLBのマイアミ・マーリンズ所属。

## 経歴
高校時代の2019年にはトミー・ジョン手術を受けている。
2020年のMLBドラフト2巡目（全体40位）でマイアミ・マーリンズから指名され、プロ入り。この年はCOVID-19の影響でマイナーリーグの試合が開催されなかったため、公式戦の登板は無かった。
2021年、傘下のA級ジュピター・ハンマーヘッズでプロデビュー。A+級ベロイト・スナッパーズでもプレーし、2チーム合計で20試合（先発19試合）に登板して2勝5敗、防御率4.60、84奪三振を記録した。
2022年はA+級ベロイト・スカイカープとAA級ペンサコーラ・ブルーワフーズでプレーし、2チーム合計で24試合（先発23試合）に登板して6勝7敗、防御率3.80、150奪三振を記録した。
2023年は開幕からAA級ペンサコーラでプレーしていたが6月に左肘の手術を受けたため、以降の登板は無かった。この年は7試合（先発6試合）に登板して2勝4敗、防御率5.18、34奪三振を記録した。
2024年は故障の影響で全休した。オフの11月19日にルール・ファイブ・ドラフトでの流出を防ぐために40人枠入りした。

## 投球スタイル
最速97mph（約156.1km/h）のフォーシームと70mph台後半のカーブを織り交ぜる投球を見せる。